# Antoine Calbet
Antoine Calbet né le 16 août 1860 à Engayrac (Lot-et-Garonne) et mort le 21 août 1942 à Paris, est un peintre, aquarelliste, dessinateur, graveur et illustrateur français.

## Biographie
Antoine Calbet est le fils de Marie Singlande et de Jean-Baptiste Calbet, propriétaire terrien au lieu-dit de Gaubert.
Formé à l'école des beaux-arts de Montpellier par  Édouard-Antoine Marsal (1845-1929) où il apprend le dessin, ce dessinateur et illustrateur, peintre de nus et de scènes galantes est recherché de son vivant.
Antoine Calbet est ensuite admis à l'École des beaux-arts de Paris dans l'atelier d'Alexandre Cabanel (1823-1889). Il est membre du jury d'admission des Beaux-Arts de 1913 à 1930. Il commence à exposer en 1880 et devient membre de la Société des artistes français. Il est l'ami de son compatriote de Lot-et-Garonne, le président de la République Armand Fallières, pour lequel il dessine les menus de ses repas, qui le font connaître des salons parisiens.
Il illustre des ouvrages de Jean Lorrain, Henri de Régnier, Pierre Louÿs et œuvre pour des périodiques comme L'Illustration et L'appel (no 81 du 17 septembre 1942).
Il signe parfois « Antonin Calbet ».

## Œuvres

### Œuvres dans les collections publiques
États-Unis

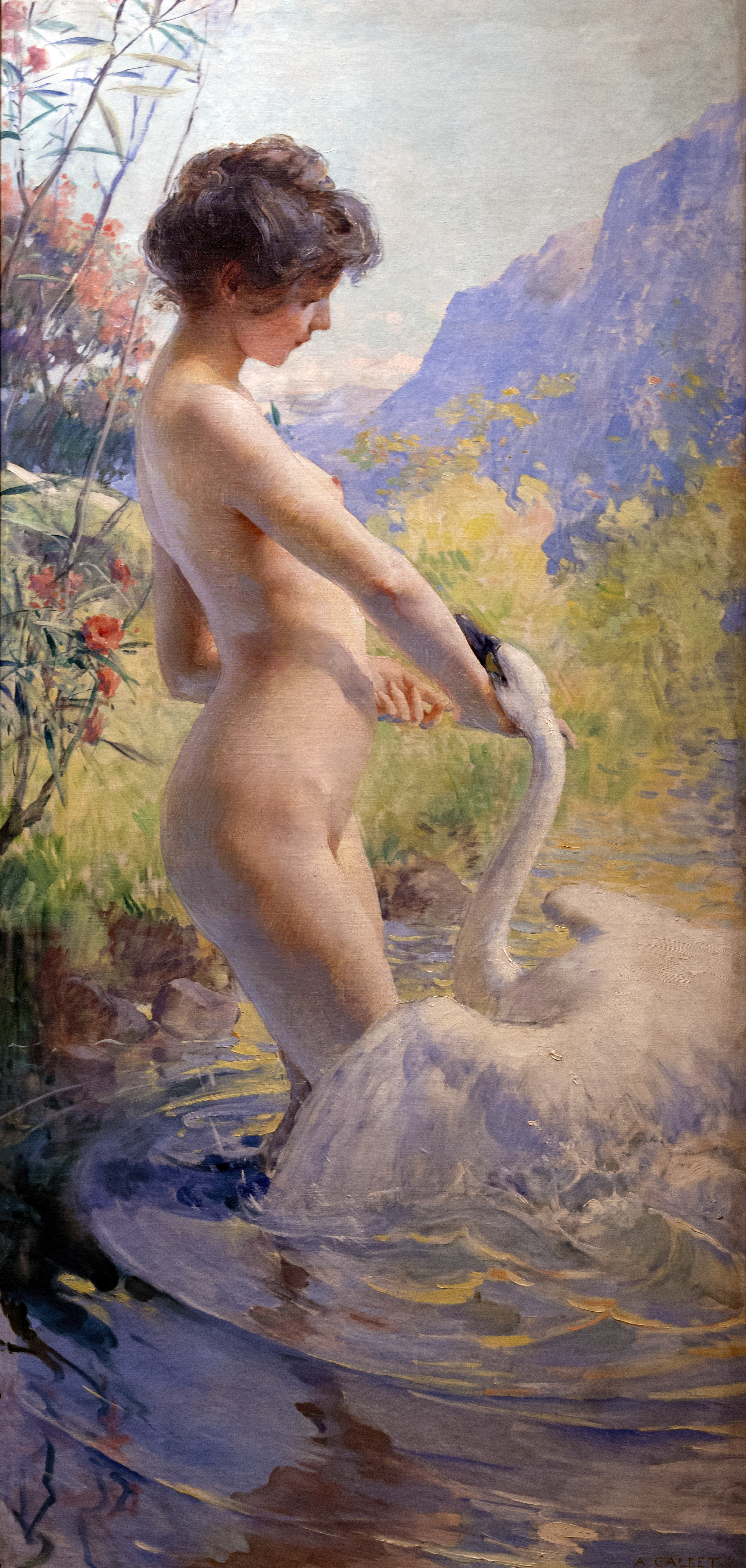
Léda et le cygne (1901), Musée des Beaux-Arts d'Agen

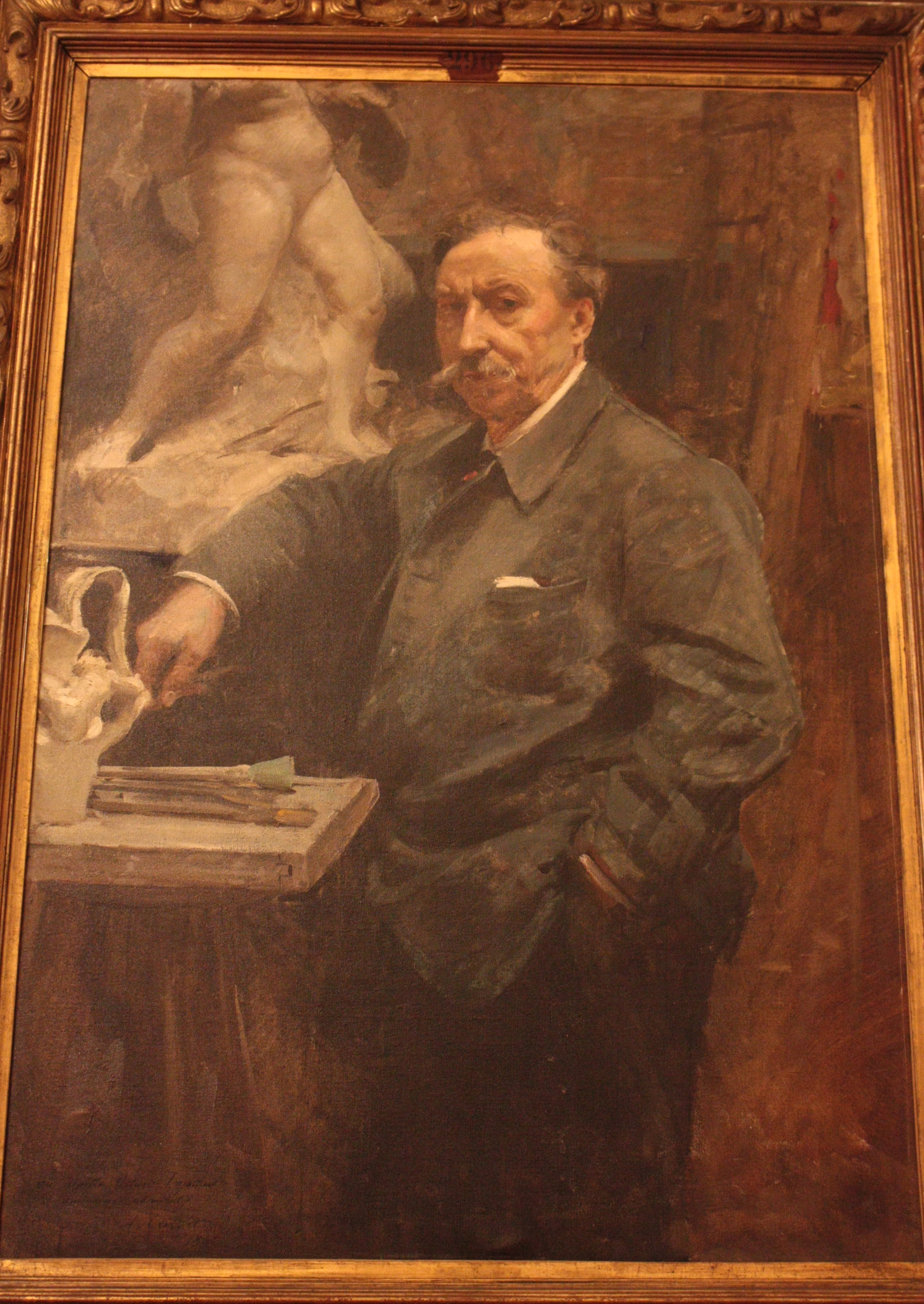
Jean-Antoine Injalbert (1906), musée des Beaux-Arts de Béziers.

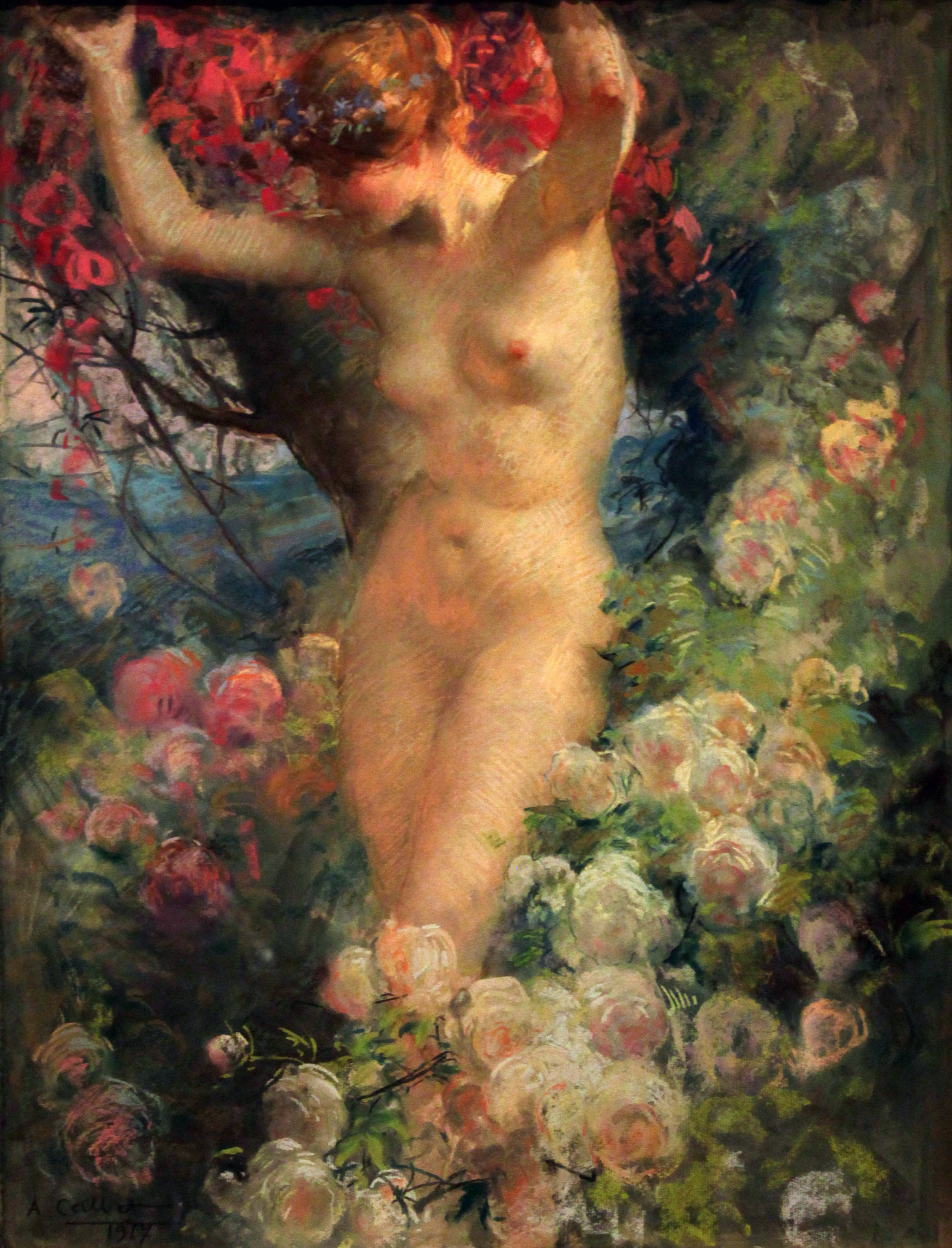
Parmi les roses, Paris, Petit Palais.

- Dallas, Dallas Museum of Art : Femme de dos se reposant sur un lit, aquarelle.

France
- Agen :
  - hôtel du conseil départemental de Lot-et-Garonne : Armand Fallières pose la première pierre du théâtre Ducourneau, Agen, 1906, 1906, huile sur toile.
  - hôtel de ville, salle des Illustres : une toile des Illustres.
  - théâtre Ducourneau : Allégorie de la Musique, 1907, peinture murale plafonnante[4].
  - musée des Beaux-Arts :
    - Léda et le cygne, 1901, huile sur toile, 170,5 × 80,5 cm, dépôt de l'État au musée d'Agen en 1903, puis transfert de propriété de l'État au musée en 2013.
    - Léda et le cygne, étude préparatoire, crayon noir et craie blanche avec rehauts de crayons de couleurs sur papier, 63,3 × 36 cm.
- Béziers, musée des Beaux-Arts : Jean-Antoine Injalbert, 1906, huile sur toile.
- Pamiers, hôtel de ville : Jeune Femme nue de dos, regardant vers une fenêtre au vitrail polychrome, 1913, 87 × 43 cm, répertoriée au registre FNAC, no inv. : 4540.
- Paris :
  - gare de Lyon, restaurant Le Train bleu :
    - Nice, 1900, huile marouflée sur panneau ;
    - Évian, 1900, huile marouflée sur panneau ;
    - Nîmes, 1900, huile marouflée sur panneau ;
    - Grenoble, 1900, huile marouflée sur panneau.

  - Petit Palais : Parmi les roses, pastel.
- Reims, musée des Beaux-Arts
  - Rieuse, gouache sur traits de sanguine et de crayon Conté sur papier vélin chiné gris-bleuté, 26 x 20 cm[5]
  - Fantaisie (recto) , Plan de ville et tête de femme (verso), avant 1905, aquarelle, lavis de gouache, graphite, sanguine et rehauts de gouache sur traits de crayon Conté sur papier Vélin chiné gris-bleuté contrecollé sur carton brun, crayon Conté au verso, 48,4 x 28,5 cm[6]
  - Liseuse, avant 1905, aquarelle, lavis de gouache, graphite, rehauts de gouache sur traits de crayon Conté sur papier vélin chiné gris-bleuté,45,6 x 26,3cm[7]
  - Odalisque assise devant une piscine, aquarelle, gouache et graphite sur trais de crayon Conté, sur carton calandré brun clair, 33,8 x 25 cm[8]
  - Le Jour, avant 1906, aquarelle, gouache et graphite sur traits de crayon Conté sur papier vélin chiné gris-bleuté,  37,4 x 31,5 cm[9]
  - Costume empire (recto), Homme au bicorne (verso), avant 1906, lavis de gouache, rehauts de gouache blanche et de graphite sur traits de crayon Conté (recto). Plume et encre noire, lavis d'encre noire sur traits de crayon Conté (verso). Papiers vélins beiges contrecollés sur fin cartonnage, 31,5 x 11,4 cm[10]
  - Odalisque, avant 1907, aquarelle et gouache sur traits de crayon noir sur papier bistre,  28,5 x 47 cm[11]
- Toulouse, musée des Augustins : Surprises, 1905, 180 × 120 cm.

### Estampes
- Aphrodite,  1896, gravure.
- Les Amoureux sur un siège, lithographie en couleurs.
- Confidences, lithographie en couleurs.
- Scènes galantes, gravure rehaussée, 13 × 18 cm.
- Nus couché de dos, lithographie en couleurs sur vélin, 25 × 32 cm.
- Nue endormie, lithographie coloriée, 25 × 32 cm.
- Le Châle Blanc, lithographie[12].

### Illustrations d'ouvrages
- Charles Nodier, Thérèse Aubert, suites d'illustrations, Paris, Librairie Louis Borel, Collection E. Guillaume « Lotus bleu », 1888.
- Pierre Louÿs, " Aphrodite mœurs antiques ", Collections Édouard Guillaume " Nymphée ", illustrations de A. Calbet, Librairie Borel, Paris, 1896.
- Homère, L'Odyssée, Louis Borel, 1897.
- Pierre Louÿs, Lêda, Librairie Borel, 1898.
- Georges d'Esparbès, Le Régiment, Louis Borel, 1898.
- Maurice Barrès, Le Jardin de Bérénice, coll. « Modern-Bibliothèque », A. Fayard, 1907.
- André Rivoire (ill. Antoine Calbet), « Jeunesse », L'Illustration,‎ décembre 1913, p. 26-28 (lire en ligne).
- Henri de Régnier, La Pécheresse, 20 compositions originales au crayon de couleurs et 14 dessins gravés sur bois, Albin Michel, 1921.
- Jean-Jacques Rousseau, Les Confessions, frontispice, 1934.
- Contes libertins du XVIIIe siècle, petit in4°, 32 illustrations en couleurs, éd. Edmond Pilon, Paris, Le Vasseur, 1936.
- Paul Verlaine, Fêtes Galantes Romances sans paroles suivies de La légende de Paul Verlaine (inédit) d'Ad. Van Bever, avec cinq compositions originales en couleurs de Calbet reproduites en héliogravures, Paris, Rombaldi Éditeur, 1936.
- Pierre de Ronsard, Les amours, Éditions Rombaldi, 1937.

Œuvres d'Antoine Calbet
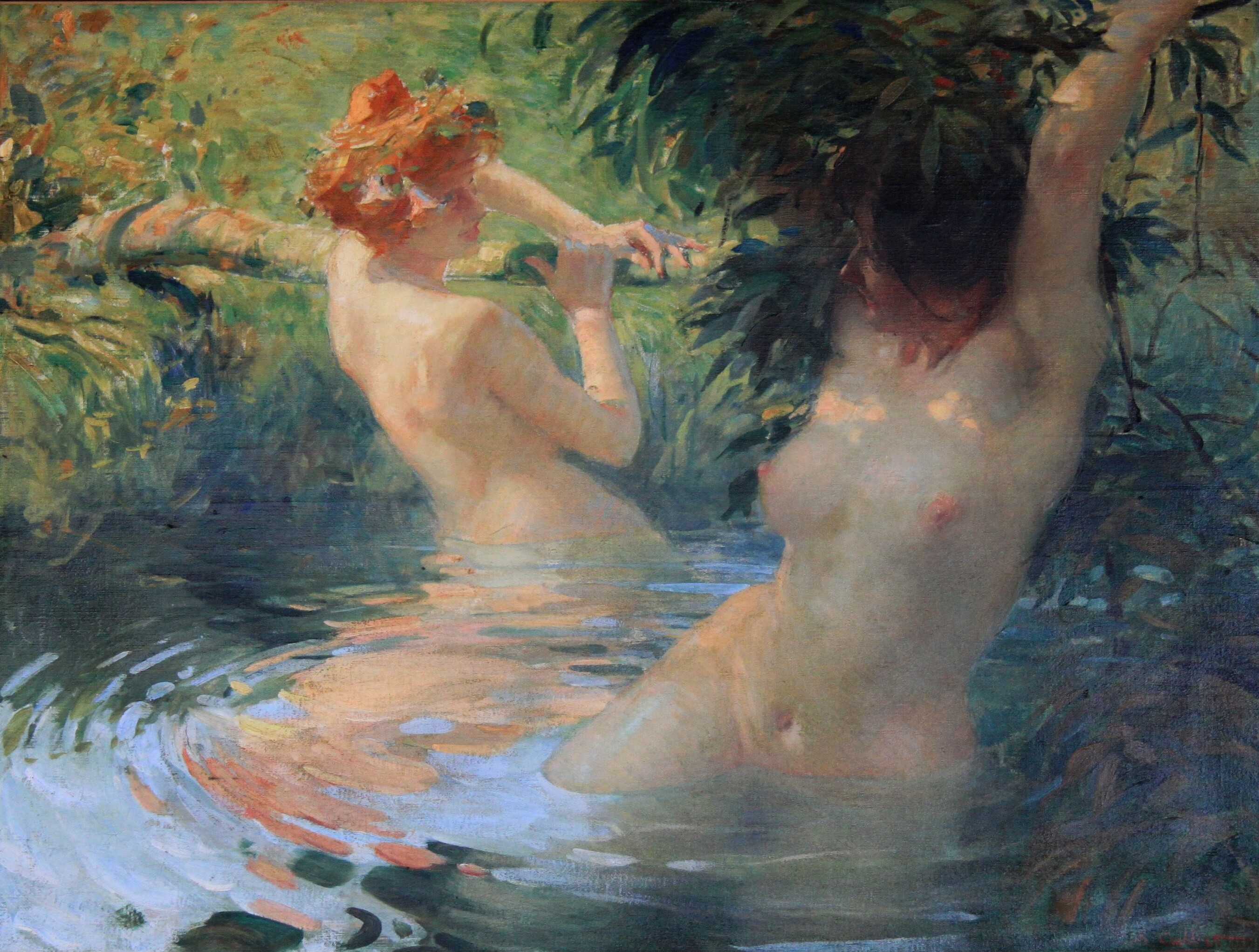
Les Ondines, huile sur toile, Musée de Cambrai.
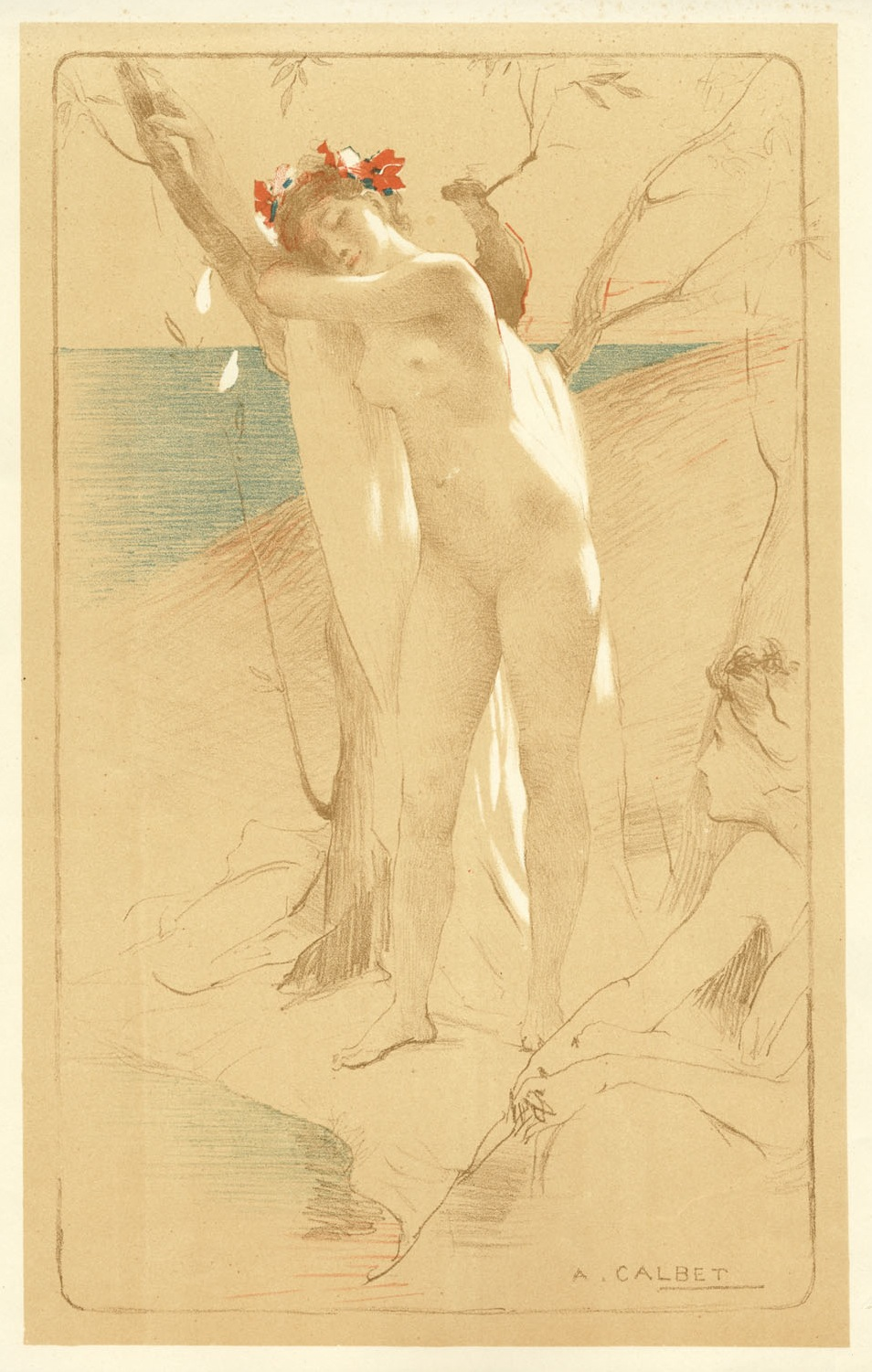
L'Inconnue (1897), lithographie.
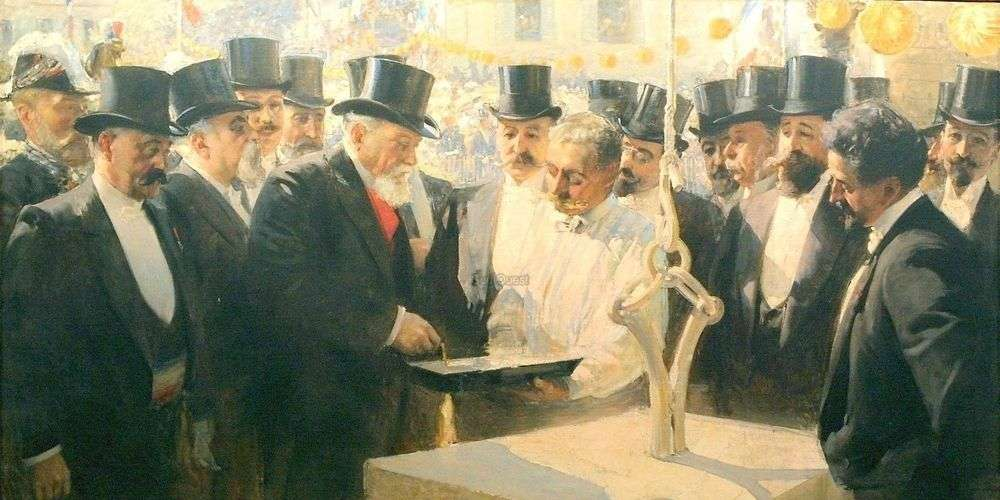
Armand Fallières pose la première pierre du théâtre Ducourneau, Agen, 1906 (1906) Agen, hôtel du conseil départemental de Lot-et-Garonne.

## Salons
- Salon des artistes français : 1880, 1891, 1892, 1893, 1899 (Les Baigneuse, no 353 au catalogue du Salon, présenté hors-concours, acquis par l'État), 1900.

## Récompenses et distinctions
- 1891 : médaille au Salon des artistes français.
- 1892 : médaille au Salon des artistes français.
- 1893 : médaille au Salon des artistes français.
- 1900 : médaille d'argent à l'Exposition universelle de Paris, exécution d'un panneau pour le pavillon du ministère des Colonies[13].
- 1900 : chevalier de la Légion d'honneur.
- 1935 : officier de la Légion d'honneur.

## Expositions
- 2009 : galerie de Francqueville (Campagne en été).